# Шараф ад-дин Язди
Шараф ад-дин ‘Али Язди (перс. شرف الدین علی یزدی‎) (ум. 1454) — персидский историк и поэт эпохи тимуридов, придворный правителя области Фарс сына Тамерлана Шахруха и внука Тамерлана, Ибрагим-Султана.

## Биография
В 1419—1425 годах написал на персидском языке хронику под названием «Зафар-наме» («Книга побед»), которая основана на одноимённой хронике Низама ад-Дина Абд ал-Васи Шами и других исторических трудах, а также рассказах очевидцев. «Зафар-наме» является одним из основных источников по истории Средней Азии, Ирана и Афганистана конца XIV — начала XV веков. Это самый полный источник сведений по истории Тимура, но в нём личность Тимура идеализирована. Во введении («Мукаддима») приводится история Чагатаидов и тюркских ханов Средней Азии до Тимура.

### Встреча сАлишером Навои
В 1449 году родители тюркского поэта Алишера Навои проезжали город Тафт, где в это время жил знаменитый историк Тимура Шарафаддин Али Йазди. Караван-сарай, где остановились путники, был расположен поблизости от ханаки Шарафаддина. Алишер, играя с другими детьми, случайно забежал во двор ханаки и увидел там почтенного старца. Ученый, окликнул его и Алишер толково и рассудительно ответил на все обращенные к нему вопросы историка. Тот похвалил его и спросил, ходит ли он уже в школу. Алишер с гордостью ответил, что уже изучает Коран и успел дойти до суры «Табарака». Шарафаддин одобрил ум и смелость мальчика и благословил его.

## Научное наследие
Научный анализ произведения Шараф ад-дина Язди содержится в трудах различных востоковедов: В. Бартольда, А. Уринбаева, И. М. Муминова, Б. Ахмедова, А. Буриева, Ж. Тулибаевой, И. Бинбаша и др.
Шараф ад-дин Язди также является автором поэтического дивана и сборника официальной переписки.